# Brama Isztar
Brama Isztar – brama miejska w Babilonie, wzniesiona za panowania króla Nabuchodonozora II i poświęcona bogini Isztar. Była ona północną bramą miasta, otwierającą tzw. drogę procesyjną, która ciągnęła się aż do E-sagili – świątyni boga Marduka.
Obiekt tworzyły w zasadzie dwie bramy połączone przejściem, czyli był to tzw. obiekt bramny, składający się z czterech wież na planie kwadratu, zwieńczonych krenelażem, który zresztą był również na murach łączących wieże. Taka konstrukcja miała swoje konkretne, obronne cele i wynikała m.in. z techniki obrony przejścia umieszczonego w dwóch rzędach murów obronnych, w których odrębne bramy połączono dla skuteczniejszej obrony przed napastnikami. Poza tym pozwalało to lepiej kontrolować przybyszów przechodzących przez bramę.
Brama Isztar oblicowana była glazurowaną cegłą w kolorze niebieskim. Na tym tle, widoczne jako dekoracja, rozmieszczone były wyobrażenia 575 zwierząt, które symbolizowały poszczególne bóstwa: węże-smoki – Marduka, byki – Adada i lwy – Isztar. Te reliefowe wyobrażenia zwierząt, które były wymodelowanymi cegłami glazurowanymi, miały określone barwy (żółte, zielone, białe i czerwone) i obramowane były pasami rozetek, które ciągnęły się także na dole murów oraz zdobiły sklepione przejścia. Same drzwi bramy i sklepienie były wykonane z drzewa cedrowego. Najstarsza część bramy, znajdująca się na samym dole, i która z czasem została zakryta przez podnoszący się poziom drogi, wykonana była ze zwykłej cegły palonej. Wskazuje to na etapy budowy bramy: najpierw cegła palona, później cegła emaliowana, a następnie cegła emaliowana reliefowa.
Forma architektoniczna Bramy Isztar jednoznacznie nawiązuje do tradycji budowlanych Mezopotamii i nie była niczym wyjątkowym w technice obronnej przejść miejskich czy pałacowych (np. podobną konstrukcję miała brama Nergala w Niniwie). Natomiast charakterystyczną cechą Bramy Isztar jest ogromna paleta barw, jakie były zastosowane w jej dekoracji.
Obecnie zrekonstruowana Brama Isztar znajduje się w Muzeum Pergamońskim w Berlinie, natomiast w Iraku, na terenie Babilonu, wykonano jej replikę.